# Megachile rufipes
Megachile rufipes là một loài Hymenoptera trong họ Megachilidae. Loài này được Fabricius mô tả khoa học năm 1781.